# منعكس الحدقة تجاه الضوء
منعكس الحدقة تجاه الضوء (بالإنجليزية: Pupillary light reflex)‏ هو رد الفعل الذي يتحكم في قطر الحدقة استجابةً لشدة (سطوع) الضوء الذي يسقط على العصبونات الشبكية الموجودة في شبكية العين في الجزء الخلفي من العين، وبالتالي المساعدة في التكيف مع مختلف المستويات من الإنارة/الظلام. تؤدي زيادة شدة الضوء إلى تقبض الحدقة (مما يسمح لكمية اقل من الضوء بالدخول)، في حين أن تقليل شدة الضوء تؤدي إلىتوسع الحدقة (مما يتيح المزيد من الضوء للدخول). لذلك، فإن المنعكس الحدقي ينظم شدة الضوء التي تدخل العين. إذا سلط الضوء على عين واحدة فإن كلا الحدقتين تنقبضان.

## المصطلحات
الحدقة هي الفتحة الدائرية القاتمة في وسط القزحية حيث يدخل الضوء منها إلى العين. وعند المقارنة مع الكاميرا، فإن الحدقة هي ما يعادل الفتحة، بينما القزحية هي ما يعادل الغالق. منعكس الحدقة ينبغي أن يكون اسمه منعكس القزحية، لأن القزحية تعتبر البناء العضلي الفعلي الذي يستجيب للضوء والحدقة هي مجرد فتحة غير فاعلة شكلتها القزحية الفاعلة. يعتبر المنعكس الحدقي مرادف للاستجابة الحدقية للعين، والتي قد تكون انقباض الحدقة أو تمددها. يرتبط مفهوم منعكس الحدقة بالجانب (اليمين أو اليسار) للحدقة التي تتفاعل مع المنبه، وليس إلى الجانب الذي يصدر منه الضوء المحفِز. يشير منعكس الحدقة الأيسر إلى استجابة الحدقة اليسرى إلى الضوء، بغض النظر عن العين التي تتعرض لمصدر الضوء. بينما يعني منعكس الحدقة الأيمن رد فعل الحدقة اليمنى، سواء كان الضوء قد سلط على العين اليسرى أوالعين اليمنى أو كلتا العينين. في المقابل، فإن مصطلحي مباشر واتفاقي يشيران إلى الجانب الذي يأتي منه الضوء، وقريب من العين المتفاعلة. المنعكس الحدقي المباشر هو استجابة حدقة العين للضوء الذي يدخل إلى الجانب المماثل (نفس) للعين. المنعكس الحدقي الاتفاقي هو استجابة الحدقة إلى الضوء الذي يدخل إلى الجاني المقابل (المعاكس) للعين. وبالتالي هناك أربعة أنواع من المنعكسات الحدقة الضوئية، والتي جاءت بناءً على هذه المصطلحات: الجهة المسلط عليها (اليسار مقابل اليمين) والقرب (نفس الجانب مقابل الجانب المعاكس):
1. منعكس الحدقة المباشر الأيسر هواستجابة الحدقة اليسرى للضوء الذي يدخل العين اليسرى.
2. منعكس الحدقة الاتفاقي الأيسر هو الاستجابة غير المباشرة للحدقة اليسرى للضوء الذي يدخل العين اليمنى، أي العين المقابلة.
3. منعكس الحدقة المباشر الأيمن هو استجابة الحدقة اليمنى للضوء الذي يدخل العين اليمنى.
4. منعكس الحدقة الاتفاقي الأيمن هو الاستجابة غير المباشرة للحدقة اليمنى للضوء الذي يدخل العين اليسرى، أي العين المقابلة.

## تشريح المسار العصبي
يمتلك المسار العصبي للمنعكس الحدقي على كل جانب طرف وارد وطرفين صادرين. الطرف الوارد لديه ألياف عصبية تمشي داخل العصب البصري (العصب القحفي الثاني CN II). أما الطرفان الصادران فيمتلكان ألياف عصبية تمشي داخلالعصب المحرك للعين (العصب القحفي الثالث CN III). ويقوم الطرف الوارد بحمل المدخلات الحسية. تشريحياً، يتكون الطرف الوارد من شبكية العين، والعصب البصري، والنواة أمام السقف الموجودة في الدماغ المتوسط في مستوى الأُكمية العلوية. تنقل العصبونات الشبكية أليافاً في خط مستقيم عبر العصب البصري للنواة أمام السقف الموجودة في نفس الجانب. يعتبر الطرف الصادر الناقل الحركي للحدقة حيث ينقل الإشارات العصبية من النواة أمام السقف للعضلة المصرة الهدبية القزحية. تقوم النواة أمام السقف بنقل ألياف متصالبة وغير متصالبةللنواة الإضافية لمحرك العين (نواة إيدنغر-ويستفال) سواء الموجودة في نفس الجانب أو على الجانب المقابل. تعطي كل نواة إنديغر-ويستفال ألياف لاودية سابقة للعقدة والتي تخرج مع العصب القحفي الثالث وتتشابك مع أعصاب لاودية تالية للعقدة في العقدة الهدبية. تترك الألياف العصبية التالية للعقدة العقدة الهدبية لتزويد المصرة الهدبية بالأعصاب. لكل طرف وارد طرفين صادرين واحد مماثل وآخر مقابل (معاكس). ينقل الطرف المماثل الإشارات العصبية الخاصة بمنعكس الحدقة المباشر لنفس الحدقة. أما الطرف المقابل فيسبب المنعكس الحدقي الاتفاقي للحدقة المقابلة (الأخرى).

### أنواع الأعصاب
يعتبر العصب البصري- أو بتعبير أدق- الخلايا العقدية الحساسة للضوء الموجودة خلال السبيل الشبكي تحت المهادي، مسؤول عن الطرف الوارد للمنعكس الحدقي؛ وهذا الطرف يتحسس الضوء الداخل. أما العصب المحرك للعين فهو المسؤول عن الطرف الصادر للمنعكس الحدقي؛ وهو الطرف الذي يُسير عضلات الحزقية لتسبب انقباض الحدقة.

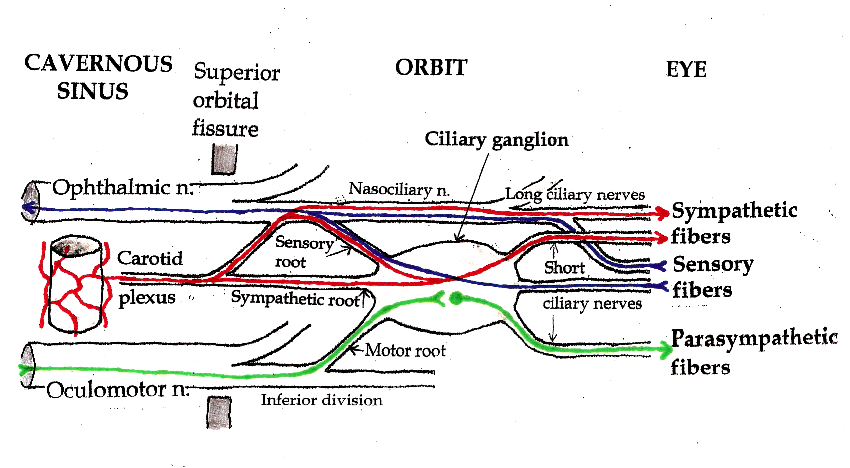
المسارات في العقدة الهدبية.
لاودي;
ودي;
حسي

1. الشبكية: يبدأ مسار منعكس الحدقة بالخلايا العقدية الشبكية الحساسة للضوء، والتي تنقل المعلومات عبر العصب البصري، والذي يشكل القرص البصري الجزء المحيطي (البعيد) منه. ترتبط بعض محاور العصب البصري بالنواة أمام السقف المتواجدة في الجزء العلوي من الدماغ المتوسط بدلا من خلايا النواة الرُُكبية (تنتقل إلى القشرة البصرية الأولية). هذه الخلايا العُقدية الشبكية الداخلية الحساسة للضوء والتي تعرف أيضاً باسم الخلايا المحتوية على الميلانوبسين، تؤثر على النظم اليوماوي بالإضافة للمنعكس الحدقي.
2. النوى أمام السقف: من أجسام الخلايا العصبية  في بعض النوى أمام السقف، تتشابكالمحاور العصبية مع الأعصاب فينواة إيدنغر-ويستفال. هذه الأعصاب هي الخلايا العصبية السابقة للعقدة التي تسير في الأعصاب المحركة للعين لتصل إلى العقدة الهدبية.
3. نوى إيدنغر - ويستفال: هي محاور عصبية لاودية في العصب المحرك للعين تتشابك مع أعصاب العقدة الهدبية.
4. العقد الهدبية: هي أعصاب قصيرة هدبية تالية للعقدة تغادر العقدة الهدبية لتعصيب العضلة المصرة القزحية في قزحية العين.

### التأثيرات المعرفية
لا تعتبر استجابة الحدقة للضوء رد فعل انعكاسي فقط وإنما يتم تعديلها بعوامل ادراكية مثل: الانتباه، والوعي، وطريقة تفسير المدخلات البصرية. على سبيل المثال، إذا تم تسليط منبه ساطع على عين واحدة، ومنبه مظلم على العين الأخرى، فإن الإدراك يقوم بالتبديل بين العينين (تنافس العينين): في بعض الأحيان، يكون المنبه المظلم هو المحسوس الذي يظهر تأثيره، وفي أحيان أخرى يظهر تأثير المنبه الساطع، ولكن لا يظهر تأثيرهما معاً على الإطلاق. باستخدام هذه التقنية، فقد تبين أن الحدقة تصبح أصغر عندما يهيمن المنبه الساطع على الوعي بالمقارنة عند هيمنة المنبه المظلم على الوعي. هذا يدل على أن منعكس الحدقة يتم تعديله عن طريق الإدراك البصري. وبالمثل، فقد تبين أن الحدقة تنقبض عندما تنتبه حتى دون أن تنظر بشكل مباشر إلى منبه ساطع، مقارنةً بالمنبه المظلم، حتى عندما تكون المدخلات البصرية متطابقة. وعلاوةً على ذلك، فإن مقدار تأثير المنعكس الحدقي الذي يلي فحص صرف الانتباه يرتبط بشدة بمدى قدرة الفحص على لفت الانتباه البصري والتداخل مع أداء الوظيفة. يدل هذا على أن المنعكس الحدقي يتأثر بالانتباه البصري باختلاف التجارب في الانتباه البصري. وأخيراً، الصورة التي تعتبر في حد ذاتها محسوس ساطع (مثل صورة الشمس) تثير انقباض شديد في الحدقة أكثر من الأشياء التي تكون أقل سطوعاً (مثل صورة مشهد داخلي)، حتى لو كانت درجة السطوع لكلا الصورتين متساوية. هذا يدل على أن المنعكس الحدقي يتأثر بالسطوع الذاتي للأشياء.

### رسم تخطيطي
بالرجوع إلى الرسم التخطيطي للمسار العصبي، يمكن تمثيل نظام المنعكس الحدقي كاملاً بثمانية أجزاء عصبية، مرقمة من 1 إلى 8. الأجزاء المرقمة بأرقام فردية 1 و 3 و 5 و 7 هي الموجودة على اليسار. والأجزاء المرقمة بأرقام زوجية 2 و 4 و 6 و 8 هي الموجودة على اليمين. تشمل الأجزاء 1 و 2 كلاً من الشبكية والعصب البصري (العصب القحفي الثاني). الأجزاء 3 و 4 هي ألياف عصبية تعبر من النواة أمام السقف في أحد الجوانب إلى نواة إيدنغر - ويستفال على الجانب المقابل. تربط الألياف 5 و 6  النواة أمام السقف في أحد الجوانب  بنواة إيدنغر - ويستفال على نفس الجانب. الأجزاء 3 و 4 و 5 و 6 تقع داخل المنطقة المدمجة في داخل الدماغ المتوسط. تحتوي الأجزاء 7 و 8 على ألياف عصبية لاودية والتي تنتقل من إيدنغر - ويستفال - من خلال العقدة الهدبية - على طول العصب المحرك للعين (العصب القحفي الثالث)، لتصل المصرة الهدبية التي تمثل البناء العضلي في القزحية.

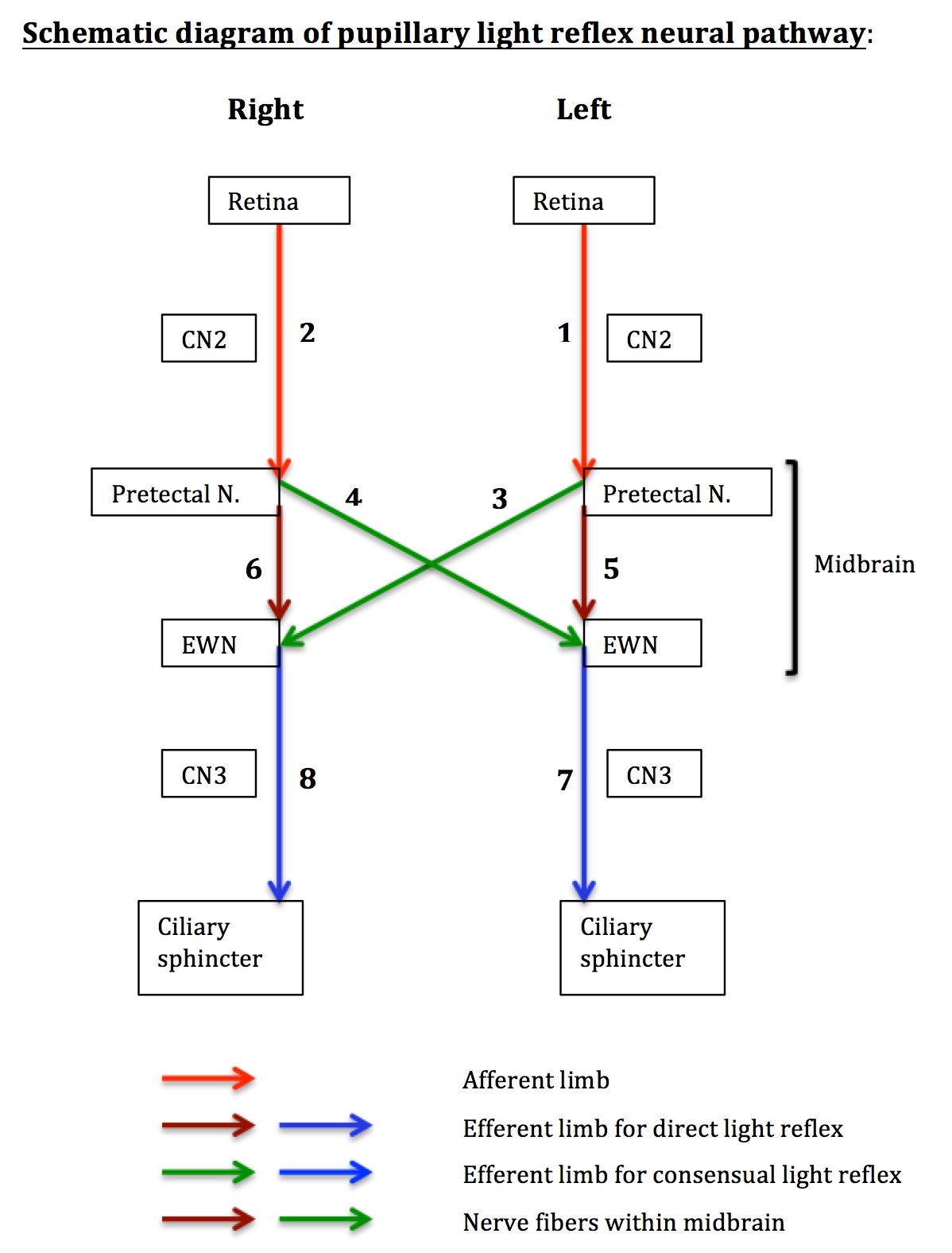
الرسم التخطيطي للمسار العصبي لمنعكس الحدقة الضوئي

- يتضمن المنعكس الحدقي المباشر الأيسر الأجزاء العصبية 1 و 5 و 7. الجزء رقم 1 هو طرف وارد والذي يشمل شبكية العين والعصب البصري. تشكل الأجزاء 5 و 7 الأطراف الصادرة.
- يتضمن المنعكس الحدقي الاتفاقي الأيسر الأجزاء العصبية 2 و 4 و 7. الجزء رقم 2 هو الطرف الوارد. تشكل الأجزاء 4 و 7 الأطراف الصادرة.
- يتضمن المنعكس الحدقي المباشر الأيمن الأجزاء العصبية 2 و 6 و 8. الجزء رقم 2 هو الطرف الوارد. تشكل الأجزاء 6 و 8 الأطراف الصادرة.
- يتضمن المنعكس الحدقي الاتفاقي الأيمن الأجزاء العصبية 1 و 3 و 8. الجزء رقم 1 هو الطرف الوارد. تشكل الأجزاء 3 و 8 الأطراف الصادرة.

 قد يساعد الرسم التخطيطي في تحديد موضع الآفة داخل نظام المنعكس الحدقي قبل عملية الإزالة، وأيضاً باستخدام نتائج فحص المنعكس الحدقي الذي يتم أثناء الفحص السريري.

## الأهمية السريرية

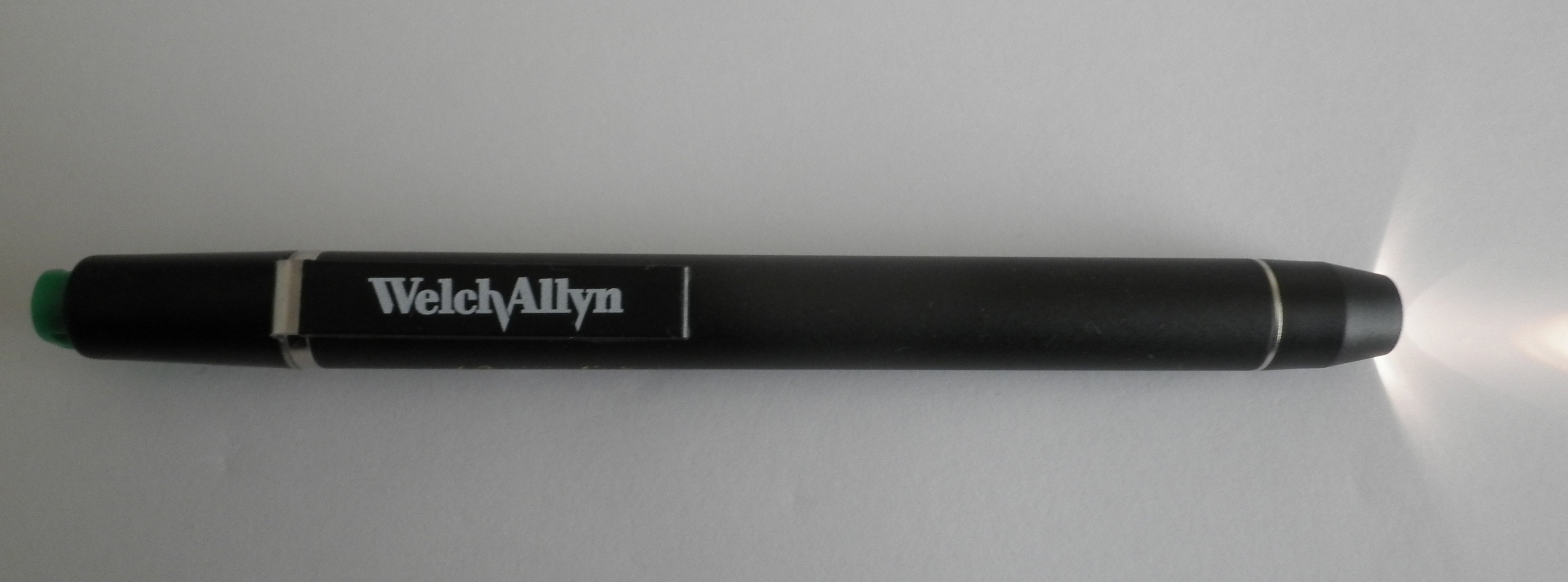
مصباح الهالوجين الطبي الذي يستخدم لفحص منعكس الحدقة الضوئي

بالإضافة إلى التحكم في كمية الضوء الذي يدخل العين، يعتبر المنعكس الحدقي أداة تشخيصية مفيدة. حيث أنه يسمح باختبار سلامة الوظائف الحسية والحركية للعين.
تستجيب الحدقتان بشكل متطابق للمنبه الضوئي في الظروف الطبيعية، بغض النظر أي من العينين تم استثاراتها. الضوء الذي يدخل أحد العينين يسبب انقباض الحدقة لتلك العين - استجابة مباشرة - بالإضافة لانقباض حدقة العين التي لم تتم استثاراتها -الاستجابة الاتفاقية-. تساعد مقارنة هاتين الاستجابتين في كلتا العينين في تحديد مكان الآفة.
على سبيل المثال، تشير الاستجابة المباشرة من الحدقة اليمنى دون استجابة اتفاقية من الحدقة اليسرى إلى وجود مشكلة في التواصل الحركي مع الحدقة اليسرى (ربما نتيجة تلف في العصب المحرك للعين أو نواة إيدنغر - ويستفال في جذع الدماغ). يشير عدم الاستجابة إلى التنبيه الضوئي للعين اليمنى إذا كانت كلتا العينين تستجيبان بشكل طبيعي  للتنبيه الضوئي للعين اليسرى إلى الأضرار التي لحقت بالمدخلات الحسية في العين اليمنى (ربما في الشبكية اليمنى أو العصب البصري الأيمن).
يقوم أخصائيو غرفة الطوارئ بتقييم منعكس الحدقة بشكل روتيني لأنه يساعد في تقييم وظائف جذع الدماغ. تستجيب الحدقتان أي تنقبضان بشكل متساوٍ في الأحوال الطبيعية. يتسبب تلف العصب البصري، وتلف العصب المحرك للعين، وموت جذع الدماغ، والعقاقير المثبطة مثل: الباربيتورات في عدم وجود المنعكس الحدقي أو وجوده بشكل غير طبيعي.
في حالة منعكس الحدقة الضوئي الطبيعي، ينقبض كلا البؤبؤين معاً عند تسليط الضوء على أيٍ من العينين. على سبيل المثال، إذا تم تسليط الضوء على العين اليسرى فقط، فإن انقباض البؤبؤ الأيسر هو منعكس حدقي مباشر، بينما يعتبر انقباض البؤبؤ الأيمن بشكل متزامن هو منعكس حدقي اتفاقي. ولذلك، يسبب تسليط الضوء على عين واحدة منعكس حدقي مباشر لنفس الجهة ومنعكس حدقي اتفاقي للجهة المقابلة. عند اختبار المنعكس الحدقي لكل عين يصبح لدينا أنماط عدة من النتائج.
- تلف العصب البصري في أحد الجوانب: (على سبيل المثال: عند حدوث قطع كامل في مجرى العصب البصري الأيسر -CN II- بين الشبكية والتصالب البصري، مما يؤدي إلى تلف في الطرف الوارد الأيسر. أما بقية المسار العصبي للمنعكس الحدقي فيبقى سليماً.)
- فقدان المنعكس المباشر في نفس الجهة. (على سبيل المثال: عند تحفيز العين اليسرى بالضوء ولا ينقبض البؤبؤان. هذا يعني أن الإشارات الواردة من العين اليسرى لا تستطيع المرور من خلال العصب الأيسر المقطوع لتتمكن من الوصول إلى الطرف الأيسر الصادرالسليم.)
- فقدان المنعكس الاتفاقي في الجهة المقابلة.  (على سبيل المثال: عند تحفيز العين اليسرى بالضوء ولا ينقبض البؤبؤان. هذا يعني أن الإشارات الواردة من العين اليسرى لا تستطيع المرور من خلال العصب الأيسر المقطوع لتتمكن من الوصول إلى الطرف الأيمن الصادرالسليم.)
- المنعكس المباشر في الجهة المقابلة سليم. (على سبيل المثال: يتضمن المنعكس الحدقي المباشر للحدقة اليمنى القرص البصري الأيمن والعصب المحرك للعين الأيمن وكلاهما يكونان سليمين.)
- المنعكس الاتفاقي في نفس الجهة سليم. (على سبيل المثال: يتضمن المنعكس الحدقي الاتفاقي للحدقة اليسرى العصب البصري الأيمن والعصب المحرك للعين الأيسر وكلاهما يكونان غير متضررين.)
- تلف العصب المحرك للعين في أحد الجوانب: (على سبيل المثال: عند حدوث قطع في العصب المحرك للعين الأيسر -CN III- يتضرر الطرف الصاعد الأيسر.)
- فقدان المنعكس المباشر في نفس الجهة. (على سبيل المثال: عند تحفيز العين اليسرى بالضوء، لا ينقبض البؤبؤ الأيسر لأن الإشارات لا تستطيع العبور من الدماغ المتوسط للمصرة الحدقية اليسرى.)
- المنعكس الاتفاقي في الجهة المقابلة سليم. (على سبيل المثال: عند تحفيز العين اليسرى بالضوء، فإن الحدقة تنقبض وهذا لأن كلا الطرفين الوارد الأيسر والصاعد الأيمن سليمين.)
- المنعكس المباشر في الجهة المقابلة سليم. (على سبيل المثال: عند تسليط الضوء على العين اليمنى فإن الحدقة اليمنى تنقبض. عندها لا يكون المنعكس المباشر للحدقة اليمنى قد تأثر أي أن كلاً من الطرف الأيمن الوارد، والعصب القحفي الثاني الأيمن، والطرف الصادر الأيمن في حالة سليمة.)
- فقدان المنعكس الاتفاقي في نفس الجهة. (على سبيل المثال: عند تنبيه العين اليمنى بالضوء فإن الحدقة اليسرى لا تنقبض بشكل متزامن. وهذا يعني أن الطرف الوارد الأيمن سليم، بينما يكون كل من الطرف الصادر الأيسر والعصب القحفي الثالث قد تضررا.)

### مثال لمواضع الآفات
على سبيل المثال، إذا كان شخص لديه منعكس مباشر أيسر غير طبيعي ومنعكس اتفاقي أيمن غير طبيعي (ولكن لديه منعكس اتفاقي أيسر طبيعي ومنعكس مباشر أيمن طبيعي)، فإنه هذا سيؤدي إلى حدقة ماركوس - غان أو ما يعرف بالعيب الحدقي الوارد، وباستخدام الفحص البدني:
1. المنعكس الاتفاقي الأيسر طبيعي، ولذلك الأجزاء العصبية 2، و4، و7 طبيعية. أي أن الآفة لا تقع ضمن هذه الأجزاء.
2. المنعكس المباشر الأيمن طبيعي، ولذلك الأجزاء 2، و6 ، و8 طبيعية. بالربط مع الأجزاء السابقة الطبيعية -الأجزاء 2، و4، و 6، و 7، و 8- كلها طبيعية.
3. الأجزاء المتبقية التي قد تتواجد الآفة فيها هي الأجزاء 1، و3، و5. والاحتمالات الممكنة هي: (أ) الجزء 1 فقط، (ب) الجزء 3 فقط، (ج) الجزء 5 فقط، (د) مزيج من الأجزاء 1 و 3، (هـ) مزيج من الأجزاء 1 و 5 (و) مزيج من الأجزاء 3 و 5 (ز) مزيج من الأجزاء 1، و3، و5.
4. يُستثنى الاحتمالان (ب) و (ج) لأن وجود الآفة بمفردها في الجزء 3 أو الجزء 5 لا يمكن أن يؤدي إلى هذه الاضطرابات في المنعكس الحدقي المطلوبة أعلاه في المثال.
5. يمكن أن يؤدي وجود آفة واحدة على طول الجزء 1 أي الطرف الوراد الأيسر، والذي  يشمل شبكية العين اليسرى، والعصب البصري الأيسر، والنواة أمام السقف اليسرى، إلى تلك الاضطرابات التي تم ملاحظتها. تتضمن الأمراض التي من الممكن أن تصيب الجزء 1: التهاب العصب البصري الأيسر (التهاب أو عدة تصيب العصب البصري الأيسر)، وانفصال الشبكية اليسرى، وجلطة صغيرة معزولة تصيب فقط النواة أمام السقف اليسرى. ولذلك تعتبر الخيارات (أ) و (د) و (هـ) و (و) و (ز) ممكنة.
6. وجود آفة مشتركة في الجزئين 3 و 5 كسبب للخلل هو احتمال مستبعد. نظرياً، قد تسبب جلطات مجهرية دقيقة في الدماغ المتوسط والتي تتضمن النواة أمام السقف اليسرى، ونواتي إيدنغر-ويستفال على كل الجانبين، والألياف الموصلة بينهم. وعلاوةً على ذلك، يحتل الجزء 4  نفس الحيز التشريحي في الدماغ المتوسط كما الجزء 3، ولذلك من المرجح أن يتأثر الجزء 4 إذا كان الجزء 3 معطوب. في هذه الحالة، فإنه من المستبعد أن يبقى المنعكس الاتفاقي الأيسر سليماً فهو يتطلب أن يكون الجزء 4 سليماً. ولذلك الخيارات (د) و (و) و (ز)، وجميعها تشمل الجزء 3، مستثنية. تبقى الخيارات الممكنة هي (أ) و (هـ).
7. استنادا إلى المنطق أعلاه، الآفة يجب أن تشمل الجزء 1. قد يصاحب تلف الجزء 5 وجود آفة في الجزء 1، ولكنه غير مهم لحدوث المنعكس الحدقي غير الطبيعي في هذه الحالة. يتضمن الخيار (هـ)  آفة مشتركة في الجزئين 1 و 5.في حالةالتصلب المتعدد، والذي غالبا ما يؤثر على عدة مواقع عصبية في وقت واحد، يمكن أن يسبب هذه الآفة المشتركة. في جميع الاحتمالات، الخيار (أ) هو الجواب. يمكن أن يكون التصوير العصبي مثل التصوير بالرنين المغناطيسي، مفيداً من أجل تأكيد النتائج السريرية.

## نموذج رياضي
يُحاكى منعكس الحدقة الضوئي بشكل فسجلي بمعادلة تفاضلية تأخيرية غير خطية، والتي تصف التغير في قطر الحدقة كرد فعل على الإضاءة المحيطة:
{\displaystyle {\begin{aligned}M(D){}&=\tanh ^{-1}\left({\frac {D-4.9}{3}}\right)\\{\frac {\mathrm {d} M}{\mathrm {d} D}}{\frac {\mathrm {d} D}{\mathrm {d} t}}+2.3026\tanh ^{-1}\left({\frac {D-4.9}{3}}\right)&=5.2-0.45\ln \left({\frac {\Phi [t-\tau ]}{4.8118\times 10^{-10}}}\right)\end{aligned}}}
حيث {\displaystyle D} هو قطر الحدقة والذي يُقاس بالمليمترات، {\displaystyle \Phi (t-\tau )} هو شدة الإضاءة التي تصل شبكية العين في الوقت {\displaystyle t}التي يمكن تعريفها بأنها {\displaystyle \Phi =IA}: أي الإنارة التي تصل العين في شمعة/مم2 مضروباً في مساحة الحدقة بـ مم2.{\displaystyle \tau } هو دورة خَفاء الحدقة وهي تأخير زمني بين لحظة وصول الإشارات الضوئية إلى الشبكية وبداية رد فعل القزحية، ويحدث هذا بسبب انتقال الإشارات العصبية، والتأخير الذي يحدث في التنشيط الإثارة العصبية العضلية. {\displaystyle \mathrm {d} M}, {\displaystyle \mathrm {d} D} و {\displaystyle \mathrm {d} t} هي مشتقات {\displaystyle M} الوظيفة، و{\displaystyle D} قطر الحدقة و{\displaystyle t}الوقت.
لأن سرعة انقباض الحدقة 3 أضعاف سرعة إعادة توسعها تقريباً، لذا هناك خطوة مختلفة الأحجام يجب أن تستخدم:
{\displaystyle {\begin{aligned}\mathrm {d} t_{c}&={\frac {T_{c}-T_{p}}{S}}\\\mathrm {d} t_{d}&={\frac {T_{c}-T_{p}}{3S}}\end{aligned}}}
حيث {\displaystyle \mathrm {d} t_{c}} و {\displaystyle \mathrm {d} t_{d}} هي {\displaystyle \mathrm {d} t} عند الانقباض والتمدد على التوالي، وتقاس بالميلي ثانية، {\displaystyle T_{c}} و {\displaystyle T_{p}} هي عدد مرات المحاكاة الحالية والسابقة على التوالي (عدد المرات منذ بدأت المحاكاة) وتقاس بالميلي ثانية، {\displaystyle S} هو الثابت الذي يؤثر على سرعة الانقباض والتمدد ويختلف بين الأفراد. وكلما زادت قيمة {\displaystyle S} قل الزمن المستغرق في المحاكاة، وبالتالي قلت سرعة انقباض وتوسع الحدقة.
من أجل تحسين مدى واقعية المحاكاة الناتجة، يمكن تقريب تأثير كنع الحدقة بإضافة تغيرات عشوائية طفيفة تتراوح (في حدود 0.05–0.3 هرتز).